# Kościół św. Leonarda w Poznaniu
Kościół św. Leonarda w Poznaniu – niezachowany rzymskokatolicki kościół parafialny, zlokalizowany w Poznaniu, przy węźle drogowym oddzielającym od siebie dwie części historycznych Winiar (kmiece i zagrodnicze, przy czym bliżej kmiecych), w ich dawnym położeniu, tj. na południowym stoku Wzgórza Winiarskiego, w rejonie obecnej ul. Armii Poznań i schodów ku Pomnikowi Bohaterów. Wraz z budową Cytadeli wieś została przeniesiona w swoje obecne miejsce.

## Forma i historia
Nie zachowały się szczegółowe źródła ikonograficzne odnośnie do formy świątyni. Kościół był murowany, prawdopodobnie jednonawowy z dwubocznie zamkniętym prezbiterium. Mógł należeć do pierwotnego rozplanowania wsi, jednak przypuszcza się, że był późniejszą fundacją szpitalną. 
Winiary w swoim pierwotnym położeniu zostały przeniesione w związku z budową Cytadeli (1828-1842), a kościół zlikwidowano całkowicie w 1882. Świątynię upamiętnia nazwa ulicy św. Leonarda na Winiarach.